# Vechta (district)
Districtul Vechta este un Kreis în landul Saxonia Inferioară, Germania. 
1. 1 2 3  GeoNames